# 梅原サエリ
梅原 サエリ（うめはら さえり、4月12日 - ）は、日本の女優、声優である。秋田県出身。ZETT所属。

## 来歴
2014年12月、舞台『ペルソナ4 ジ・アルティメット イン マヨナカアリーナ』にパフォーマーとして出演。以後、舞台が主な活動ジャンルとなっている。
声優としては2017年の闇芝居5期で無名で出演したのが初。けものフレンズ2、アサルトリリィ Last BulletにCV出演している。
生クリームが好き。
裁縫が得意でドールの衣装を自作しており過去にイベントで販売したこともある。

## 出演

### 映画
- 神と恩送り、（2024年4月6日公開、GRコーポレーション） - 主演・福原彩織 役（中西智代梨とダブル主演）[1][2][3]
- 現代怪奇百物語 伍之章『鎮魂歌〜たましずめのうた〜』（2024年7月12日公開）[4]

### 舞台
2014年
- P4U STAGE PROJECT「ペルソナ4 ジ・アルティメット イン マヨナカアリーナ」（2014年12月19日 - 12月23日、東京芸術劇場プレイハウス） - パフォーマー

2015年
- Kitty Performance G.G.S公演vol.1「The Earth Gazer」（2015年3月27日 - 3月29日、アトリエ・リフレ）
- 進戯団夢命クラシックス「碧のヴォヤージュ」（2015年5月13日 - 5月17日、新宿村LIVE） - アンサンブル
- 進戯団夢命クラシックス SummerSchool2015「School of Concerto」（2015年7月31日 - 8月2日、笹塚ファクトリー）
- girls museum presents「Short Sweet Story 芸術の秋2015編」（2015年11月24日 - 11月27日、下北沢VOICE FACTORY）

2016年
- fragment edge no.3「禽獣のクルパ」（2016年1月27日 - 2016年1月31日、上野ストアハウス） - 熊瀬川ソラ 役
- girls museum presents「Short Sweet Story 初恋編(東京)」（2016年2月16日 - 2月19日、下北沢VOICE FACTORY）
- 7millions in2016 はじめましてとさようなら「イツデモココニ」（2016年3月9日 - 3月13日、下北沢シアター711）
- fragment edge presents 「柳瀬晴日地獄『煉華綺譚』」（2016年5月13日 - 5月15日、中野あくとれ）
- Sky Theater Project「君に決まってた」（2016年7月6日 - 7月12日、下北沢「劇」小劇場）
- fragment edge No.4「うみがめくれる-inversion-」（2016年8月3日 - 08月7日、SPACE雑遊）
- ヅカ★ガール「サバト」（2016年9月9日 - 9月13日、SPACE梟門）
- fragment edge No.5「プリンセス・アジェンダ」（2016年12月21日 - 12月25日、シアターKASSAI） - ロゼッタラビット 役

2017年
- アリスインプロジェクト「名探偵はじめました！2017」（2017年5月3日 - 5月8日、シアターブラッツ）
- fragment edge No.6「廃街の紙天使たちへ」（2017年9月2日 - 9月10日、TACCS1179） - レイリ 役
- DMF/ENG提携公演vol.3「クレプトキング」（2017年11月15日 - 11月20日） - アンサンブル

2018年
- fragment edge No.6.5「空蝉」（2018年2月21日 - 2月25日、高田馬場ラビネスト） - 鈴 役
- ASSH Annex#1「君よ叫べ、其ノサガノ在ルガ儘ニ」（2018年3月24日 - 4月1日、サンモールスタジオ）
- Bobjack&隣のきのこちゃんコラボ公演「隣のボブジャックときのこちゃんシアター〜ノッキンオンヘブンズきのこ〜」（2018年5月1日 - 5月6日、シアターKASSAI） - みつこ 役
- 劇団わ本公演「バック・トゥ・ザ・君の笑顔」（2018年5月23日 - 5月27日、中目黒キンケロシアター） - アンサンブル
- 劇団わ本公演「バック・トゥ・ザ・君の笑顔〜お江戸でござる〜」（2018年5月30日 - 6月3日、中目黒キンケロシアター）
- fragment edge No.7「QuartZ -クォーツ-」（2018年7月12 - 7月16日、TACCS1179）- リカオン 役
- アリスインプロジェクト「最果ての星 アリスインデッドリースクール外伝」（2018年8月23日 - 9月2日、シアターKASSAI）
- ASSH Annex #2「帝都探偵奇譚ジゴマ」（10月24日 - 10月29日、シアターKASSAI） - 珠子 役
- アリスインプロジェクト「ドナーイレブン」（2018年12月19日 - 30日、池袋・シアターKASSAI） - 蜂屋蒼 役

2019年
- アサルトリリィ×私立ルドビコ女学院×人狼TLPT S「未来への十字架Ⅱ」（2019年2月8日 - 2月17日、萬劇場） - 江原・ヨハンナ・結乃 役
- 「THE GOEMON〜episode 0〜」（2019年3月27日 - 3月29日、座・高円寺2） - 氷 役
- LIVE DOG GIRLS「クレイジーメルヘン」(2019年6月22日 - 6月30日、新宿村LIVE)
- アリスインプロジェクト「真約・魔銃ドナー」（2019年8月7日 - 18日、シアターKASSAI） - 雪村りお 役
- メグルキカク第4回公演「望むツキに想ひをヒメて」（2019年9月11日 - 9月15日、中野テアトルBONBON）- 輝夜姫 役
- プロジェクトリコロ第一回公演「TRUMP」（2019年10月3日 - 10月7日、新宿スターフィールド） - アレン 役
- アサルトリリィ×私立ルドビコ女学院「白きレジスタンス~真実の刃」（2019年11月29日 - 12月3日、新宿村LIVE）- 黒木・フランシスカ・百合亜 役
- アリスインプロジェクト「アリスインアリスinデッドリースクール」（2019年12月12日 - 12月23日、シアターKASSAI） - カレン役・劇中歌歌唱

2020年
- UDA☆MAP NEXT Vol.1「KAIRO」（2020年2月5日 - 2月12日、萬劇場） - 樹セオン 役
- 剣舞プロジェクト×アリスインプロジェクト「百花繚乱〜Break a leg!〜」（2020年3月11日 - 15日、新宿村LIVE）
- ブシロードpresents「アサルトリリィ The Fateful Gift」（2020年9月3日 - 9月13日、東京建物Brillia hall) - 黒木・フランシスカ・百合亜 役
- ピウス企画「オールドメイド」（2020年11月26日 - 11月11日、中野ザ・ポケット） - 梢 役

2021年
- 爆走おとな小学生 第十二回課外授業「コトバノコトバ」（2021年3月17日 - 3月21日、シアターサンモール）- ルー 役
- アサルトリリィ×私立ルドビコ女学院「シュベスターの祈り」（2021年5月28日 - 6月6日、池袋・シアターグリーン BIG TREE THEATER） - 黒木・フランシスカ・百合亜 役
- ピウス×オラクルナイツ　人狼TLPT S「トランスミッション」（2021年6月30日 - 7月11日、萬劇場）- 賞金稼ぎ 役
- UDA☆MAP「袴DE☆アンビシャス!」（2021年8月4日 - 6日、池袋・シアターグリーン BIG TREE THEATER） - サジコ 役
- ＠emotion「FLAG MAN」（2021年9月15日 - 9月19日、上野ストアハウス） - プリコット役
- アサルトリリィ×私立ルドビコ女学院「シュベスターの秘密」（2021年10月15日 - 24日、中野・ザ・ポケット） - 黒木・フランシスカ・百合亜 役

2022年
- E-Stage Topia「東京卍メロス」（2022年1月13日 - 1月18日、中野ザ・ポケット) - アオイ 役
- カラスカ「お嬢の微妙な冒険」（2022年6月1日 - 6月5日、シアター・アルファ東京) - 白鳥ひばり 役
- アサルトリリィ×私立ルドビコ女学院「白きレジスタンス～約束の行方～」(2022年6月30日 - 7月6日、こくみん共済coopホール スペース・ゼロ) - 黒木・フランシスカ・百合亜役
- アサルトリリィ×私立ルドビコ女学院 LIVE SHOW (2022年9月8日 - 9月18日、銀座 博品館劇場)
- Focers presents「サブスクリプション」(2022年11月9日 - 11月13日、新宿シアターミラクル) - 主演 べにばら役
- 劇場版はいどーも! vol.ZERO ～まごころを君に～(2022年12月21日、22日、24日、バルスタジオ)
- mele//planet 第3回公演「死神自営業」(2022年12月24日、シアターグリーン BASE THEATER) - 日替わりゲスト
- UZR第六回公演「幾星霜、響く鐘」(2022年12月27日、サンモールスタジオ) - 日替わりゲスト

2023年
- 劇団☆ディアステージ 第6回公演「テイクショットをもう一度」(2023年1月21日、シアターKASSAI) - 日替わりゲスト
- アサルトリリィ・御台場女学校 -The Battle to Overcome- (2023年2月3日 - 2月12日、こくみん共済coopホール スペース・ゼロ) - 今叶星役
- TKmeets２「Blue Bird」(2023年3月29日 - 4月2日、ステージカフェ下北沢亭) - 上原役
- 人狼 ザ・ライブプレイングシアター ＃48：WITCHⅢ 星降る夢と13人の魔女 (2023年5月6日 - 5月13日、シアターサンモール) - 牡羊座アリエスの魔女 クラリス役
- 舞台「トワツガイ」（2023年6月16日 - 25日、サンシャイン劇場）- ミヤマ 役
- 劇団☆ディアステージ 第7回公演・旗揚げ5周年記念興行「トラブルメーカーwww２ ～隣の星は青く見える～」(2023年7月5日 - 7月9日、築地本願寺ブディストホール) - 教江マリア役
- アサルトリリィ×私立ルドビコ女学院「白きレジスタンス～真実の刃～」(2023年8月19日 - 8月23日、大手町三井ホール) - 黒木・フランシスカ・百合亜役
- アサルトリリィ リリィコレクション2023 御台場女学校 whit 私立ルドビコ女学院 (2023年8月25日 - 8月27日、大手町三井ホール) - 黒木・フランシスカ・百合亜役
- KIRAKIRA VOICE LAND VOL.71 MORGUE×CHRONICLE XLⅡ「Rapunzel ～終わらない螺旋の先へと～」(2023年9月16日、キーノート・シアター) - アンゼリカ役
- KIRAKIRA VOICE LAND VOL.72 MORGUE×CHRONICLE XLⅢ「Rapunzel ～終わらない螺旋の先へと～」(2023年9月17日、キーノート・シアター) - メラース役
- 舞台「苦闘のラブリーロバー」(2023年10月4日 - 10月9日、シアターサンモール) - 菜月役
- 舞台『降臨SOUL』（2023年11月23日 - 12月3日、中目黒キンケロシアター） - 明智光秀 役

2024年
- 「誰とも戦わない凛をなぞって ～電車は下北沢からフランス行きへ～」(2024年1月10日 - 1月14日、下北沢駅前劇場) - 富士見役
- KIRAKIRA VOICE LAND VOL.78 MORGUE×CHRONICLE XLⅨ「crescent ～絡めとられた指先の向こう～」(2024年2月17日、キーノート・シアター) - ユリイカ役、(2024年2月18日、キーノート・シアター) - アンゼリカ役
- 「それぞれの為」(2024年2月23日、シアターKASSAI) - 別所役(日替わりゲスト)
- 「魔銃ドナー Testament」(2024年3月27日 - 3月31日、築地ブディストホール) - W主演 御船彼岸子役
- 劇団壱劇屋東京支部「BLACK SMITH -ブラックスミス-」(2024年5月15日 - 5月19日、CBGKシブゲキ!!) - ムラキ役
- 舞台「紅絵巻」(2024年5月23日 - 5月26日、新宿村LIVE) - 咲羅役(ボイスキャスト)
- 純愛異形綺譚『刻め、我ガ肌ニ君ノ息吹ヲ 2024』（2024年6月12日 - 16日、俳優座劇場）- 常葉役
- 舞台『トワツガイ Ⅱ』（2024年7月18日 - 23日、大手町三井ホール） - ミヤマ 役
- 咲女花劇『摘む夢、きららと舞い込んで、』（2024年8月28日 - 9月1日、六行会ホール）- 美夜森めまい役
- Girls Live Action『降臨SOUL～風燐火斬～』（2024年9月25日 - 29日、六行会ホール） - 明智光秀 役
- 朗読劇『キミに贈る朗読会 ピグミーシーホース』（2024年10月26日 - 27日、MsmileBOX渋谷）- 佐藤霧乃 役
- 舞台「アサルトリリィ・イルマ女子芸術高校」-The Bond with the White Rose- (2024年12月4日 - 12月15日、こくみん共済coopホール スペース・ゼロ) - 巖谷紅々李役

2025年
- 舞台『夢のかけらを歌に乗せたら』（2025年1月8日 - 11日、新宿村LIVE）-柊まどか役
- 人狼 ザ・ライブプレイングシアター ＃52：VILLAGE XXⅡ(2025年3月12日、3月14日、新宿村LIVE) - クラリス役
- 舞台『アンダースタディ』（2025年4月16日 - 20日、シアター・アルファ東京）-小倉美咲役
- Girls Live Action『降臨SOUL～是非ニ及バズ～』（2025年5月21日 - 25日、六行会ホール） - 明智光秀 役
- fragment edge No.9「さいはてのペルシュ」(2025年6月13日 - 6月15日、Half Moon Hall) - アイネ役
- 舞台『タタラの唄姫』（2025年7月19日 - 27日、シアター・アルファ東京） - 備前ハナビ 役

### テレビアニメ
- 闇芝居 5期（2017年）
- けものフレンズ2（2019年） - トムソンガゼル 役

### ゲーム
- アサルトリリィ Last Bullet（2022年、黒木・フランシスカ・百合亜[25]）
- トワツガイ（2023年 - 2024年、ミヤマ[26]）

### その他コンテンツ
- 『トワツガイ Fans』ストーリー（2024年 - 2025年、ミヤマ[27]）